# Seattle Ice Arena
Seattle Ice Arena var en ishockeyarena i Metropolitan Tract i centrala Seattle, Washington. Arenan, som tog runt 4000 sittande åskådare, färdigställdes 1915 och användes huvudsakligen av ishockeylaget Seattle Metropolitans i Pacific Coast Hockey Association åren 1915–1924.
Seattle Metropolitans spelade sin första match i arenan PCHA-säsongen 1915–16 den 7 december 1915 mot Victoria Aristocrats. 1917 vann laget Stanley Cup i arenan sedan Montreal Canadiens besegrats i finalserien men 3-1 i matcher. Metropolitans och Canadiens möttes åter igen i arenan i Stanley Cup-finalen 1919 men den finalserien fick ställas in vid ställningen 2-2 i matcher sedan flera spelare i lagen insjuknat i spanska sjukan. Efter PCHA-säsongen 1923–24 lades Seattle Metropolitans ishockeylag ner och arenan omvandlades till ett parkeringsgarage. Byggnaden revs sedan 1963.
Arenans ishockeyrink mätte runt 61 meter på längden och 24 meter på bredden.